# يوشيكادز نونومورا
يوشيكادْزُ نونومورا (باليابانية: 野々村 芳和) (8 مايو 1972 في شيزوكا في اليابان – )؛ هو لاعب كرة قدم ياباني سابق كان يلعب كلاعب وسط.

## وصلات خارجية
- يوشيكادز نونومورا على موقع رابطة كرة القدم اليابانية للمحترفين (اليابانية)
- يوشيكادز نونومورا على موقع عالم كرة القدم.نت (الإنجليزية)